# Josh Hines-Allen
Joshua Hines-Allen (Contea di Cumberland, 13 luglio 1997) è un giocatore di football americano statunitense che milita nel ruolo di outside linebacker per i Jacksonville Jaguars della National Football League (NFL).

## Carriera universitaria
Allen al college giocò a football all'Università del Kentucky dal 2015 al 2018. Nell'ultima stagione fu premiato unanimemente come All-American dopo avere messo 17 sack, vincendo il Chuck Bednarik Award e il Bronko Nagurski Trophy come miglior difensore della nazione.

## Carriera professionistica
Allen fu scelto nel corso del primo giro (7º assoluto) del Draft NFL 2019 dai Jacksonville Jaguars. Debuttò come professionista partendo come titolare nel primo turno contro i Kansas City Chiefs mettendo a segno 2 tackle. I primi due sack li mise a segno nella vittoria del terzo turno su Marcus Mariota dei Tennessee Titans. La sua prima stagione si chiuse con 10,5 sack, venendo convocato per il Pro Bowl al posto di Frank Clark, impegnato nel Super Bowl LIV. Fu il primo giocatore della storia della franchigia a venire convocato per il Pro Bowl nella sua stagione da rookie.
Nel nono turno della stagione 2021, Allen mise a segno un sack, un intercetto e un fumble recuperato, tutti ai danni del suo omonimo Josh Allen, quarterback dei Buffalo Bills. Per questa prestazione fu premiato come miglior difensore della AFC della settimana.
Nel secondo turno della stagione 2022, Allen mise a referto due sack e forzò un fumble nel 24-0 sugli Indianapolis Colts in cui i Jaguars colsero la prima vittoria stagionale. Nell'ultimo turno fu decisivo contro i Tennessee Titans ritornando un fumble per 37 yard in touchdown a tre minuti dal termine che diede ai Jaguars la vittoria del titolo di division e la prima qualificazione ai playoff dal 2017. Per questa prestazione fu premiato come miglior difensore della AFC della settimana.
Nel quarto turno della stagione 2023, nella gara giocata a Londra contro gli Atlanta Falcons, Allen mise a segno tre sack, di cui uno decisivo nel quarto periodo che forzò un fumble, nella vittoria per 23-7. Due settimane dopo forzò un altro fumble a seguito di un sack su Gardner Minshew nella vittoria sui Colts. Nel dodicesimo turno fu premiato come difensore della AFC della settimana grazie a 5 placcaggi (di cui 2 con perdita di yard) e 2,5 sack nella vittoria sugli Houston Texans. A fine stagione fu convocato per il suo secondo Pro Bowl dopo essersi classificato secondo nella NFL con 17,5 sack.
Con il contratto in scadenza, il 5 marzo 2024 i Jaguars annunciarono che avrebbero applicato la franchise tag su Allen. Il 10 aprile firmò un nuovo contratto quinquennale del valore di 150 milioni di dollari.

## Palmarès
- Convocazioni al Pro Bowl: 2

2019, 2023
- Difensore della AFC della settimana: 3

9ª del 2021, 18ª del 2022, 12ª del 2023
- PFWA All-Rookie Team - 2019

## Vita privata
Il 9 luglio 2024 cambió ufficialmente il suo nome da Josh Allen a Joshua Hines-Allen, in onore delle sue sorelle e dei suoi zii, che erano tutti atleti.